# Vassos Karageorghis
Vassos Karageorghis (geboren am 29. April 1929 in Trikomo, Zypern; gestorben am 21. Dezember 2021) war ein zyprischer Klassischer Archäologe.

Vassos Karageorghis studierte von 1948 bis 1952 Klassische Archäologie an der Universität London. Anschließend war er bis 1960 Zweiter Kurator, dann bis 1963 Kurator am Cyprus Museum in Nikosia. Im Jahr 1957 erfolgte die Promotion an der Londoner Universität. Von 1963 bis 1989 leitete er die Antikenverwaltung Zyperns. Während dieser Zeit lehrte er von 1968 bis 1971 Klassische Archäologie an der Université du Québec in Kanada und war Gastprofessor an der Universität Oxford sowie an der École pratique des hautes études in Paris. Im Jahr 1992 erhielt Karageorghis einen Ruf an die wenige Jahre zuvor gegründete Universität Zypern, an der er bis zu seiner Emeritierung 1996 lehrte. 1997 war er Gastprofessor an der Harvard University. Von 2013 bis 2019 war er außerordentlicher Professor am Cyprus Institute in Nikosia. Im Jahr 2016 war er eines von vier Gründungsmitgliedern der zypriotischen Akademie der Wissenschaften, Literatur und Künste (Cyprus Academy of Sciences, Letters and Arts).
Neben der akademischen Lehre war Karageorghis für viele Jahrzehnte als praktischer Archäologe in der Feldforschung Zyperns tätig. So leitete er von 1952 bis 1973 die Ausgrabungen in Salamis, von 1962 bis 1981 in Kition, von 1979 bis 1987 in Maa-Palaeokastro und Pyla-Kokkinokremmos. Frucht seiner Arbeit ist ein umfangreiches Schrifttum, das bis 1992 56 Monographien und 297 Beiträge in Periodika und Sammelbänden umfasste. Auf Karageorghis' Betreiben wurden weltweit in größeren Museen wie kleineren Antikensammlungen die Bestände zyprischer Altertümer publiziert, er selbst war in vielen Fällen an diesen Arbeiten beteiligt und steuerte Beiträge zu diesen Katalogwerken bei. Durch diese Arbeit ist die Kunst Zyperns des Altertums heute vergleichsweise gut erschlossen und leicht zugänglich.
1973 wurde er zum korrespondierenden Mitglied der British Academy gewählt. Ab 1974 war Karageorghis Mitglied der Akademie von Athen, ab 1977 der Österreichischen Akademie der Wissenschaften, ab 1978 der Accademia Nazionale dei Lincei und ab 1984 auswärtiges Mitglied (associé étranger) der Académie des inscriptions et belles-lettres. Für seine Leistungen wurde er 1971 zum Ritter der Ehrenlegion geschlagen, 1980 erhielt er den Verdienstorden der Bundesrepublik Deutschland 1. Klasse. Er war ab 1997 Träger des Österreichischen Ehrenzeichens für Wissenschaft. Er war Träger des französischen Ordre des Arts et des Lettres (Komtur).
Verheiratet war er mit der aus Frankreich stammenden Archäologin Jacqueline Karageorghis (1932–2018).
Vassos Karageorghis starb am 21. Dezember 2021 im Alter von 92 Jahren.

## Schriften (Auswahl)
- Sculptures from Salamis. 4 Bände. Department of Antiquities, Nikosia 1964–1966.
- Mycenaean Art from Cyprus. Department of Antiquities, Nikosia 1968.
- Salamis. Die zyprische Metropole des Altertums. Lübbe, Bergisch Gladbach 1970.
- mit Hans-Günter Buchholz: Prehistoric Greece and Cyprus : An Archaeological Handbook. Phaidon, London 1973.
- Fouilles de Kition. 3 Bände. Department of Antiquities, Nikosia 1974–1977.
- Cyprus Museum and Archaeological Sites of Cyprus. Ekdotike Athenon, Athen 1975.
- Kition auf Zypern. Die älteste Kolonie der Phöniker. Lübbe, Bergisch Gladbach 1976.
- Cyprus from the Stone Age to the Romans. Thames and Hudson, London 1982.
- Archaeology in Cyprus 1960-1985. Anastasios G. Leventis Foundation, Nikosia 1985.
- Tombs at Palaepaphos. Anastasios G. Leventis Foundation, Nikosia 1990.
- Early Cyprus – Crossroads of the Mediterranean. J. Paul Getty Museum, Los Angeles 2002.
- Aspects of Everyday Life in Ancient Cyprus. Iconographic Representations. Anastasios G. Leventis Foundation, Nikosia 2006.